# Cantó de Mortagne-au-Perche
El cantó de Mortagne-au-Perche és un cantó francès del departament de l'Orne, situat al districte de Mortagne-au-Perche. Té 14 municipis i el cap es Mortagne-au-Perche.

## Municipis
- La Chapelle-Montligeon
- Comblot
- Corbon
- Courgeon
- Feings
- Loisail
- Mauves-sur-Huisne
- Mortagne-au-Perche
- Réveillon
- Saint-Denis-sur-Huisne
- Saint-Hilaire-le-Châtel
- Saint-Langis-lès-Mortagne
- Saint-Mard-de-Réno
- Villiers-sous-Mortagne

## Història
| Data d'elecció                           | Identitat          | Partit        | Qualitat |
| ---------------------------------------- | ------------------ | ------------- | -------- |
| 1945-1964                                | M. Lévesque        | Divers droite |          |
| 1964-1981                                | M. de Pontbriand   | Divers droite |          |
| 1981-1993                                | Jean-Claude Lenoir | UDF-CDS       |          |
| 1993-                                    | Roland Caillaud    | Divers droite |          |
| les dades anteriors no són pas conegudes |                    |               |          |
|                                          |                    |               |          |

## Demografia
| A partir de 1990: Població sense dobles comptes |